# Andrzej Goligunt
Andrzej Goligunt herbu Łabędź, właściwie Goligunt (ur. w XIV w., zm. w XV w.) – bojar żmudzki, adoptowany podczas unii horodelskiej (1413), sygnatariusz unii wileńskiej.

## Życiorys
Goligunta spotykamy po raz pierwszy w 1401 roku, pośród bojarów zawierających unię wileńską.

W 1413 roku podczas unii horodelskiej doszło do przyjęcia przez polskie rodziny szlacheckie, bojarów litewskich wyznania katolickiego (tzw. adopcja herbowa). Jednym z ważniejszych dowodów tamtego wydarzenia jest istniejący do dziś dokument, do którego przyczepione są pieczęcie z wizerunkami herbów szlacheckich.

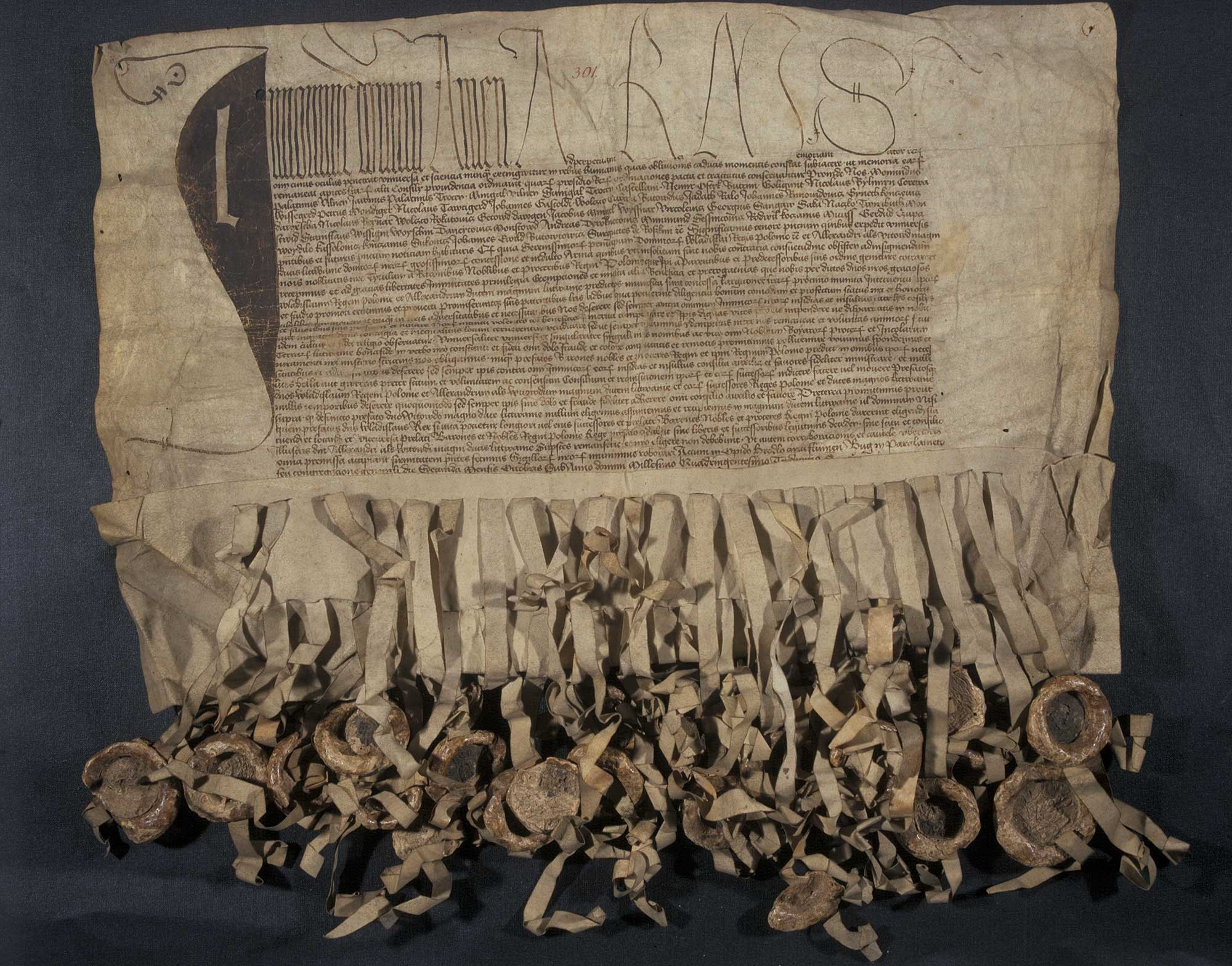
Dokument unii horodelskiej z 1413 roku z przyczepionymi pieczęciami

Ostatnią wzmianką historyczną nawiązującą bezpośrednio do Goligunta również pochodzi z 1413 roku, kiedy to występuje w otoczeniu w. ks. Witolda Kiejstutowicza.
Według polskiego historyka, Władysława Semkowicza, gniazdem rodowym krewnych Goligunta jest zapewne okolica wsi Golkonty, zlokalizowana koło Kiejdan, lub Golkontyszki koło Szawlów. Położenie tych osad na terenach dawnej Żmudzi stwierdza żmudzkie pochodzenie Goligunta.

### Życie prywatne
W unii wileńskiej towarzyszą Goliguntowi dwaj bracia. Pierwszym z braci jest Wodycz, wówczas zapewne najstarszy z nich, skoro wymieniony na pierwszem miejscu, ale widocznie zmarły przed unią horodelską w 1413 roku, w której ród reprezentuje już Goligunt.
Drugim bratem jest niejaki, Widymin, zapewne najmłodszy, który zjawia się również w źródłach z lat 1404–1412. Jego synem jest Andruszko Widyminowicz, którego wspomina Metryka Litewska w połowie XV wieku.

## Genealogia
Genealogia rodzinna została utworzona na podstawie fragmentu Władsyława Semkowicza w Rocznikach Polskiego Towarzystwa Heraldycznego we Lwowie.

|                    |                    |                    |                    |                    |                    |  |  | Wrotycz? Wodycz 1401       |                            |                            |                            |                            |                            |  |  |                      |                      |                      |                      |                      |                      |  |  |
|                    |                    |                    |                    |                    |                    |  |  |                            |                            |                            |                            |                            |                            |  |  |                      |                      |                      |                      |                      |                      |  |  |
|                    |                    |                    |                    |                    |                    |  |  |                            |                            |                            |                            |                            |                            |  |  |                      |                      |                      |                      |                      |                      |  |  |
| N.N. II poł. XV w. | N.N. II poł. XV w. | N.N. II poł. XV w. | N.N. II poł. XV w. | N.N. II poł. XV w. | N.N. II poł. XV w. |  |  | Andrzej Goligunt 1401–1413 | Andrzej Goligunt 1401–1413 | Andrzej Goligunt 1401–1413 | Andrzej Goligunt 1401–1413 | Andrzej Goligunt 1401–1413 | Andrzej Goligunt 1401–1413 |  |  |                      |                      |                      |                      |                      |                      |  |  |
| N.N. II poł. XV w. | N.N. II poł. XV w. | N.N. II poł. XV w. | N.N. II poł. XV w. | N.N. II poł. XV w. | N.N. II poł. XV w. |  |  | Andrzej Goligunt 1401–1413 | Andrzej Goligunt 1401–1413 | Andrzej Goligunt 1401–1413 | Andrzej Goligunt 1401–1413 | Andrzej Goligunt 1401–1413 | Andrzej Goligunt 1401–1413 |  |  |                      |                      |                      |                      |                      |                      |  |  |
|                    |                    |                    |                    |                    |                    |  |  |                            |                            |                            |                            |                            |                            |  |  |                      |                      |                      |                      |                      |                      |  |  |
|                    |                    |                    |                    |                    |                    |  |  | Widymin 1401–1412          | Widymin 1401–1412          | Widymin 1401–1412          | Widymin 1401–1412          | Widymin 1401–1412          | Widymin 1401–1412          |  |  | Andruszko poł. XV w. | Andruszko poł. XV w. | Andruszko poł. XV w. | Andruszko poł. XV w. | Andruszko poł. XV w. | Andruszko poł. XV w. |  |  |
|                    |                    |                    |                    |                    |                    |  |  | Widymin 1401–1412          | Widymin 1401–1412          | Widymin 1401–1412          | Widymin 1401–1412          | Widymin 1401–1412          | Widymin 1401–1412          |  |  | Andruszko poł. XV w. | Andruszko poł. XV w. | Andruszko poł. XV w. | Andruszko poł. XV w. | Andruszko poł. XV w. | Andruszko poł. XV w. |  |  |

## Powiązania z innymi rodami

### Jundziłłowie herbu Łabędź
Pieczęć z herbem Łabędź wisi także u aktu unii z 1434 roku, w jej otoku znajduje się następujący napis:

† 𝔍𝔄ℭ𝔒𝔅ℑ · ℜ𝔄ℭℨ𝔈𝔎

Co w przekładzie na pismo czytelniejsze daje:

† JACOBI · RACZEK

Pieczęć ta należy do Jakuba Raczka Tabutowicza, który znajduje się w dokumentach unii trockiej z 1433 roku i unii grodzieńskiej z 1434 roku. W całej polskiej historii nie istnieje udokumentowany żaden inny przypadek przyjmowania bojarów litewskich do polskich herbów (tak jak w przypadku wspomnianej unii horodelskiej). Jako, że Raczko był Litwinem, a mimo to posiadał polski herb, należy z całą pewnością stwierdzić, że był spokrewniony z Andrzejem Golimuntem.
Jego ojciec, Tabut, ani też sam Jakub Raczko nie są nam znani z innych współczesnych źródeł. Można natomiast stwierdzić, że Jakub Raczko Tabutowicz jest protoplastą rodziny Jundziłłów, którą heraldycy zaliczają do rodu Łabędziów. Albowiem w 1498 roku, Mikołaj Jundziłowicz, kuchmistrz wielki litewski królowej Heleny, namiestnik dubicki i koniawski, zeznał w jedny z dokumentów wraz ze swoimi braćmi Janem i Pawłem, że dziad ich Raczko i ojciec Jundziło dokupili różne ziemie do swych dóbr Krzemienicy  i uzyskali od Wielkiego Księcia Litewskiego Aleksandra, potwierdzenie na te dobra. Z innego dokumentu króla Aleksandra dla tego Mikołaja Jundziłowicza dowiadujemy się, że ów Raczko miał jeszcze dwóch innych synów: Jana i Michnę czyli Mikołaja, który zabił swego brata Jana.
Gniazdo rodziny wywodzącej się od Raczka Tabutowicza leżało w pow. wołkowyskim, gdzie znajdujemy osadę Raczki (koło wsi Zelzina) i wspomnianą wyżej Krzemienicę. W tej okolicy były też najdawniejsze dobra Jundziłłów.

#### Genealogia
Genealogia rodzinna została utworzona na podstawie fragmentu Władsyława Semkowicza w Rocznikach Polskiego Towarzystwa Heraldycznego we Lwowie.

|                      |                      |                      |                      |                      |                      |  |  |                         |                         |                         |                         |                         |                         |  |  | Jan poł. XV w.             |                            |                            |                            |                            |                            |  |  |                          |                          |                          |                          |                          |                          |  |  |
|                      |                      |                      |                      |                      |                      |  |  |                         |                         |                         |                         |                         |                         |  |  |                            |                            |                            |                            |                            |                            |  |  |                          |                          |                          |                          |                          |                          |  |  |
|                      |                      |                      |                      |                      |                      |  |  |                         |                         |                         |                         |                         |                         |  |  |                            |                            |                            |                            |                            |                            |  |  |                          |                          |                          |                          |                          |                          |  |  |
| Tabut II poł. XIV w. | Tabut II poł. XIV w. | Tabut II poł. XIV w. | Tabut II poł. XIV w. | Tabut II poł. XIV w. | Tabut II poł. XIV w. |  |  | Jakub Raczko 1433, 1434 | Jakub Raczko 1433, 1434 | Jakub Raczko 1433, 1434 | Jakub Raczko 1433, 1434 | Jakub Raczko 1433, 1434 | Jakub Raczko 1433, 1434 |  |  | Jundziłł poł. XV w.        | Jundziłł poł. XV w.        | Jundziłł poł. XV w.        | Jundziłł poł. XV w.        | Jundziłł poł. XV w.        | Jundziłł poł. XV w.        |  |  | Jundziłłowie h. Łabędź   | Jundziłłowie h. Łabędź   | Jundziłłowie h. Łabędź   | Jundziłłowie h. Łabędź   | Jundziłłowie h. Łabędź   | Jundziłłowie h. Łabędź   |  |  |
| Tabut II poł. XIV w. | Tabut II poł. XIV w. | Tabut II poł. XIV w. | Tabut II poł. XIV w. | Tabut II poł. XIV w. | Tabut II poł. XIV w. |  |  | Jakub Raczko 1433, 1434 | Jakub Raczko 1433, 1434 | Jakub Raczko 1433, 1434 | Jakub Raczko 1433, 1434 | Jakub Raczko 1433, 1434 | Jakub Raczko 1433, 1434 |  |  | Jundziłł poł. XV w.        | Jundziłł poł. XV w.        | Jundziłł poł. XV w.        | Jundziłł poł. XV w.        | Jundziłł poł. XV w.        | Jundziłł poł. XV w.        |  |  | Jundziłłowie h. Łabędź   | Jundziłłowie h. Łabędź   | Jundziłłowie h. Łabędź   | Jundziłłowie h. Łabędź   | Jundziłłowie h. Łabędź   | Jundziłłowie h. Łabędź   |  |  |
|                      |                      |                      |                      |                      |                      |  |  |                         |                         |                         |                         |                         |                         |  |  |                            |                            |                            |                            |                            |                            |  |  |                          |                          |                          |                          |                          |                          |  |  |
|                      |                      |                      |                      |                      |                      |  |  |                         |                         |                         |                         |                         |                         |  |  | (Michno) Mikołaj 1401–1412 | (Michno) Mikołaj 1401–1412 | (Michno) Mikołaj 1401–1412 | (Michno) Mikołaj 1401–1412 | (Michno) Mikołaj 1401–1412 | (Michno) Mikołaj 1401–1412 |  |  | Michnowiczowie h. Łabędź | Michnowiczowie h. Łabędź | Michnowiczowie h. Łabędź | Michnowiczowie h. Łabędź | Michnowiczowie h. Łabędź | Michnowiczowie h. Łabędź |  |  |
|                      |                      |                      |                      |                      |                      |  |  |                         |                         |                         |                         |                         |                         |  |  | (Michno) Mikołaj 1401–1412 | (Michno) Mikołaj 1401–1412 | (Michno) Mikołaj 1401–1412 | (Michno) Mikołaj 1401–1412 | (Michno) Mikołaj 1401–1412 | (Michno) Mikołaj 1401–1412 |  |  | Michnowiczowie h. Łabędź | Michnowiczowie h. Łabędź | Michnowiczowie h. Łabędź | Michnowiczowie h. Łabędź | Michnowiczowie h. Łabędź | Michnowiczowie h. Łabędź |  |  |

### Talwoszowie herbu Łabędź
Wszystkie inne rodziny starolitewskie, które heraldycy polscy zaliczają do rodu Łabędziów, nie występują w źródłach historycznych z okolic czasów unii horodelskiej. Talwoszowie, których Wojciech Kojałowicz zalicza do Łabędziów, mają pochodzić od Minigajła, który porzucił rzekomo przyjęty w Horodle herb Rawicz, a powrócił do wspomnianego Łabędzia. Dziś wiemy, że cała ta sprawa dotycząca porzucania herbów jest zwykłym wymysłem późniejszych kronikarzy. Żyjący w czasach Horodła Talwosz był synem jednego z Gasztołdów zalicza się go więc do rodu Awdańców i nie mogą od niego pochodzić wspomniani Talwoszowie herbu Łabędź.
Władysław Semkowicz twierdzi, że mogłoby być prawdą, iż kiedyś istniał na Litwie starożytny herb z wizerunkiem łabędzia (inny od polskiego herbu Łabędź), jeszcze przed samą unią horodelską, do którego mógł przynależeć właśnie Raczko Tabutowicz. Jednakże nie ma co do tego pewności.